# Kajsa Olsson
Kajsa Karin Margareta Olsson, född 15 januari 1958 i Östersund, är en svensk journalist och kåsör. 
Olsson har examen från journalistlinjen vid Stockholms universitet, och har sedan 1983 medverkat som frilans och kåsör i bland annat Sveriges Radios Godmorgon, världen! och OBS Kulturkvarten, samt tidningen Journalisten. Hon har medverkat som återkommande krönikör på Dagens Nyheters sida Namn och Nytt. Hon har också varit nyhetsreporter vid Sveriges Television. Kajsa Olsson har varit värd för radioprogrammet Sommar i Sveriges Radio P1 år 1990, 1993 och 1996. Hon har även medverkat i boken Kåserierna - var tog de vägen?, utgiven av Stiftelsen Institutet för mediestudier.